# Силвър Сити
„Силвър Сити“ е политически сатиричен и драматичен филм от 2004 г. Той е написан и режисиран от Джон Сайълс. 
Крис Купър изобразява нелеп кандидат за губернатор, който има прилики с президента Джордж У. Буш.  Филмът включва Ричард Драйфус, Дани Хюстън, Майкъл Мърфи, Мария Бело, Крис Кристофърсън, Тим Рот, Били Зейн и Дарил Хана.
Филмът е „загадъчна мистерия свързана с политическа сатира“;  Според Сайълс това е „за избирателната политика, но също и за пресата.“ 